# 델 스트릭
델 스트릭(Dell Streak) 혹은 델 스트릭 5(Dell Streak 5)는 델에서 제작한 안드로이드 패블릿 스마트폰이다. 출시 당시 안드로이드 1.6 도넛을 탑재하였다.

## 출시국가

### 표준모델
- 미국
- 대한민국

그 외 다수 국가

## 색상
- 프리미엄 블랙
- 레드

## 성능
델 스트릭은 디스플레이의 약한 내구성과 소프트웨어 버그결함으로 인해 큰 인기를 얻지 못하였으며, 안드로이드버전이 낮아 제기능을 하지 못한다는 비판을 받았다.

## 델 스트릭 7
델 스트릭 7은 화면크기를 증가시킨 모델이나 기존의 델 스트릭과는 큰 차이가 없다.

## 사진

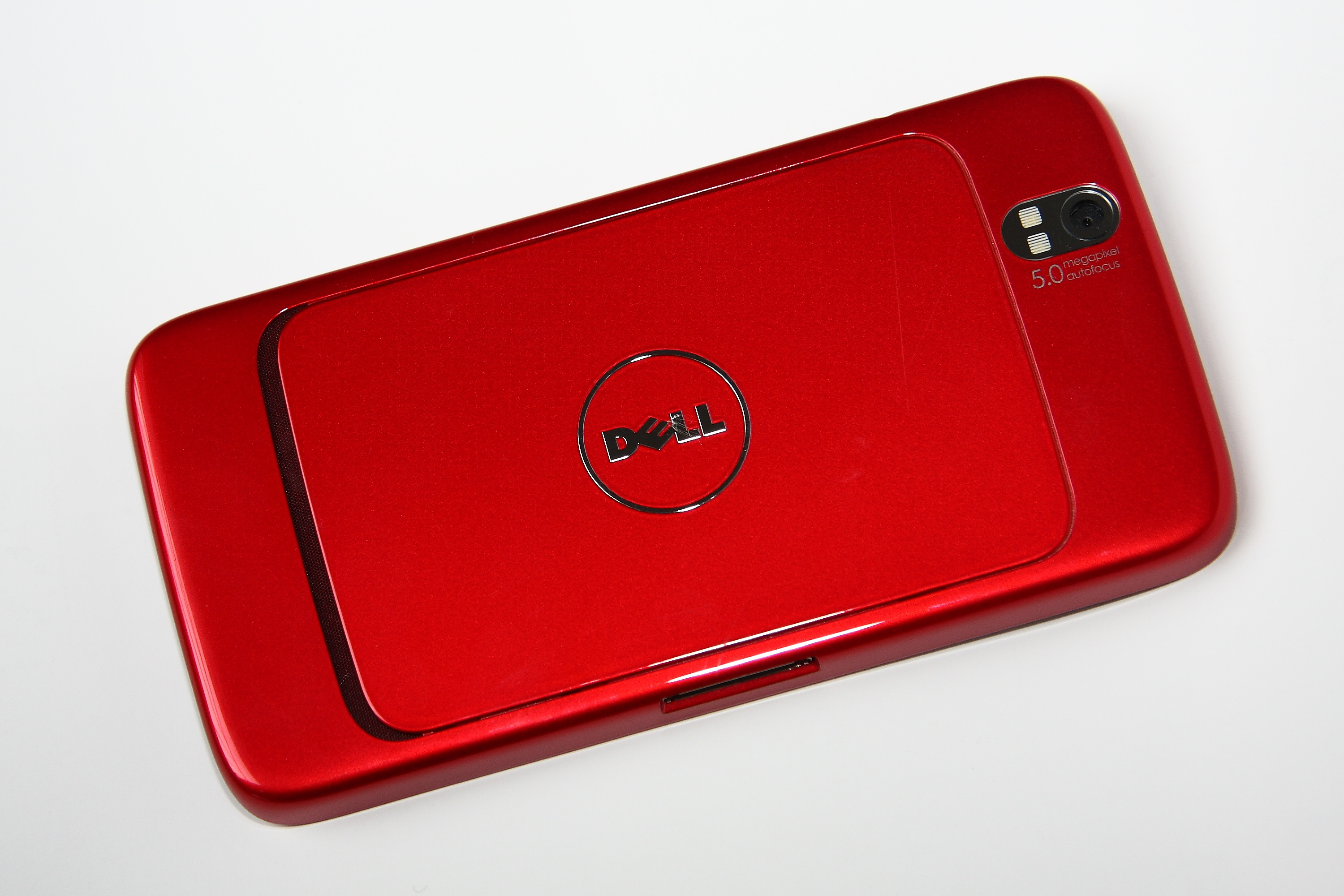
델 스트릭 뒷면
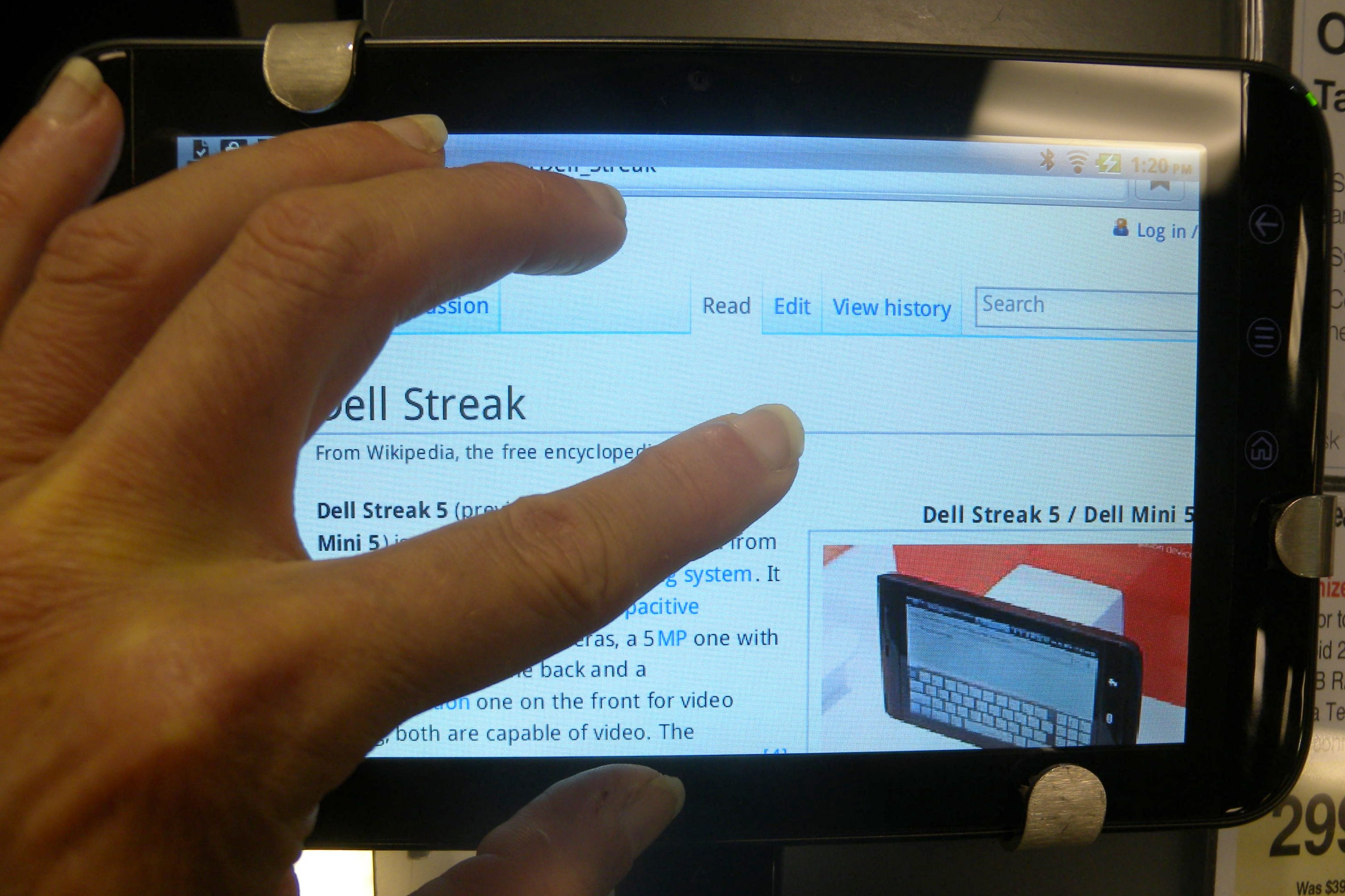
델 스트릭 7

## 같이 보기
- 델 베뉴